# Пыршниш
Пыршниш — река в России, протекает по Мурманской области. Устье реки находится в 20 км по правому берегу реки Конья. Длина реки составляет 18 км, площадь водосборного бассейна — 110 км².

## Данные водного реестра
По данным государственного водного реестра России относится к Баренцево-Беломорскому бассейновому округу, водохозяйственный участок реки — Тулома от Верхнетуломского гидроузла и до устья. Речной бассейн реки — бассейны рек Кольского полуострова, впадает в Баренцево море.
Код объекта в государственном водном реестре — 02010000412101000001232.